# Condado de Wayne (Iowa)
O Condado de Wayne é um dos 99 condados do estado norte-americano do Iowa. A sede do condado é Corydon, que é também a sua maior cidade. O condado tem uma área de 1365 km² (dos quais 4 km² estão cobertos por água), uma população de 6730 habitantes, e uma densidade populacional de 12 hab/km² (segundo o censo nacional de 2000). O condado deve o seu nome ao general e estadista Anthony Wayne (1745-1796), que teve um papel importante na Guerra da Independência dos Estados Unidos.